# (22995) Allenjanes
(22995) Allenjanes est un astéroïde de la ceinture principale d'astéroïdes.

## Description
(22995) Allenjanes est un astéroïde de la ceinture principale d'astéroïdes. Il fut découvert le 4 novembre 1999 à Socorro (Nouveau-Mexique) par le projet LINEAR. Il présente une orbite caractérisée par un demi-grand axe de 2,78 UA, une excentricité de 0,08 et une inclinaison de 4,4° par rapport à l'écliptique.

## Compléments